# (16637) 1993 QP2
A (16637) 1993 QP2 a Naprendszer kisbolygóövében található aszteroida. Eric Walter Elst fedezte fel 1993. augusztus 16-án.